# Relaciones Arabia Saudí-Perú
Las relaciones Perú-Arabia Saudita son las relaciones bilaterales entre Perú y Arabia Saudita. Ambos países son miembros de las Naciones Unidas y del Movimiento de Países No Alineados.

## Historia
Las relaciones diplomáticas entre ambos países se establecieron el 19 de marzo de 1986. Las relaciones entre ambos países comenzaron a desarrollarse a partir de 2012. Ese mismo año, una delegación saudí visitó la Cumbre de América del Sur-Países Árabes celebrada en Lima.
La Embajada del Perú en Arabia Saudita inició operaciones el 1 de junio de 2012, y la Embajada de Arabia Saudita en Lima hizo lo propio el 27 de junio de 2013. Antes del establecimiento de estas embajadas, los contactos entre ambos estados se realizaban a través de sus embajadas en la capital egipcia, El Cairo.

## Visitas de alto nivel
Visitas de alto nivel de Perú a Arabia Saudí
- Ministro de Asuntos Exteriores José Antonio García Belaúnde (2009)[6]

Visitas de alto nivel de Arabia Saudí a Perú
- Ministro de Asuntos Exteriores Adel al-Jubeir (2022)[7]

## Comercio
Arabia Saudita es el segundo socio comercial del Perú en el mundo árabe. A noviembre de 2021, el comercio bilateral ascendió a US$ 164,78 millones.

## Misiones diplomáticas residentes
- Perú tiene una embajada en Riad.
- Arabia Saudí tiene una embajada en Lima.